# Alena Blokhina
Alena Leonidovna Blokhina (født Nosikova; den 9. september 1993 i Toljatti, Rusland) er en kvindelig russisk håndboldspiller som spiller for russiske Lada Togliatti i den Russiske Superliga og Ruslands kvindehåndboldlandshold.
Hun blev udtaget til landstræner Ljudmila Bodnievas bruttotrup ved VM i kvindehåndbold 2021 i Spanien, og var derfor ikke en del af den endelige trup.
I den russiske Superliga har hun været med til at vinde sølv fire gange, bronze to gange. Derudover også én enkelt sølvmedalje i den russiske pokalturnering, fra 2019.